# Amydrium humile
Amydrium humile — квіткова рослина з роду Amydrium родини ароїдних.

## Розповсюдження
Його рідним ареалом є півострів Малайзія до Суматри (Індонезія).